# Lista dos álbuns de música latina mais vendidos nos Estados Unidos
Desde julho de 1993, a revista Billboard publica a lista dos álbuns de música latina mais vendidos nos Estados Unidos através da tabela Top Latin Albums. De acordo com a própria revista e a Recording Industry Association of America (RIAA) — órgão norte-americano que representa a indústria musical no país — são considerados discos de "música latina" quando 51% ou mais de seu material é gravado em língua espanhola. Os dados de vendas são organizados pela Nielsen SoundScan a partir do recolhimento de informações que provém de lojas de discos, departamentos de música em lojas de eletrônicos, vendas pela internet (físicamente e digitalmente) e vendas verificadas em casas de espetáculos. A empresa acompanha as vendas de discos no país desde março de 1991, e em sua base de dados não inclui vendas de pequenos comerciantes sem caixas registradoras eletrônicas e pontos de vendas não tradicionais, como mercado de pulgas e farmácias. Antes da incrementação da tabela Top Latin Albums, as vendas de álbuns de música latina eram distribuídas e divididas em três subcategorias: Latin Pop, Tropical/Salsa e Regional Mexican.

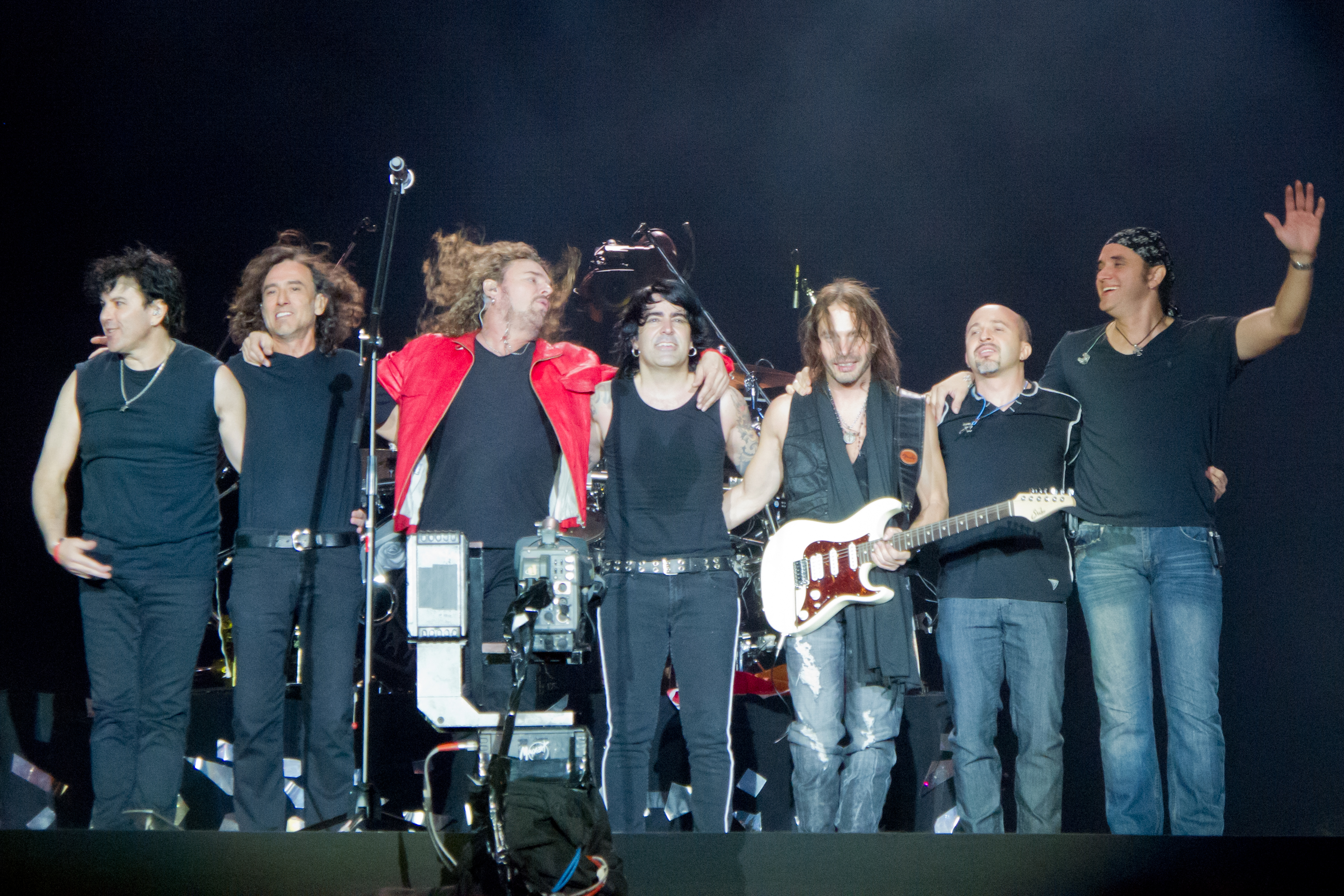
A banda mexicana Maná tem o maior número de discos latinos entre os mais comercializados nos Estados Unidos, com quatro projetos presentes na lista.

Em 17 de outubro de 2017, a Billboard fez um compilado dos 25 projetos mais distribuídos no país, com informações recolhidas desde setembro de 1992. Até a data, a obra de música latina mais vendida nos Estados Unidos era Dreaming of You (1995), distribuído postumamente como o quinto e último álbum da carreira da artista Selena. Na época de seu lançamento, tornou-se o primeiro projeto predominantemente em espanhol a estrear na liderança da Billboard 200 e foi o álbum de música latina mais vendido em 1995 e 1996. Desde então, cerca de dois milhões 942 mil exemplares foram vendidos em território norte-americano. Amor prohibido (1994), lançado como o quarto disco da mesma artista, ocupa a quarta colocação da lista, com vendas estimadas em mais de um milhão e 246 mil de cópias.
Nos Estados Unidos, as certificações por vendas de gravação musical são apresentadas pela RIAA, que iniciou seus trabalhos de certificações em 1958. Inicialmente, as certificações eram baseadas em unidades enviadas para lojas de discos: as vendas de quinhentas mil unidades eram honradas com o disco de ouro, um milhão com o disco de platina, e as de dois milhões para cima eram presenteadas com a quantidade de platina equivalente a cada milhão vendido. Em 1 de fevereiro de 2016, a empresa atualizou sua metodologia e passou a incluir o serviço de streaming e a unidade equivalente de álbum para compor suas certificações. Em 2000, o órgão passou a reconhecer o mercado de música latina no país e lançou uma versão própria para certificar as obras do gênero. Atualmente, um álbum de música latina passa a receber o disco de ouro quando atinge vendas estimadas em trinta mil cópias, enquanto sessenta mil remetem a um disco de platina. Para os discos de multi-platina, são premiados quando atingem vendas de 120 mil unidades, enquanto seiscentos mil referem-se aos discos de diamante.
Luis Miguel foi o primeiro artista a possuir dois discos de música latina certificados com discos de platina, com Romance (1991) e Segundo romance (1994). Este último tornou-se o vigésimo primeiro disco mais vendido nos Estados Unidos, com mais 603 mil unidades comercializadas. Me estoy enamorando (1997) de Alejandro Fernández e Vuelve (1998) de Ricky Martin foram os álbuns em espanhol mais vendidos em 1998 e 1999, respectivamente; ambos foram certificados com discos de platina em território norte-americano. Shakira e Maná são os únicos artistas com mais de dois trabalhos entre os mais vendidos do gênero. Shakira recebeu o disco de platina pelos álbuns Pies descalzos (1995) e Dónde están los ladrones? (1998), enquanto Fijación oral, vol. 1 (2005) foi certificado onze vezes com disco de platina em sua versão latina. Maná tem quatro discos na lista dos mais vendidos: ¿Dónde jugarán los niños? (1992), Sueños líquidos (1997), MTV Unplugged (1999) e Amar es combatir (2006).

## Álbuns mais vendidos
As posições foram baseadas nas informações fornecidas pela revista Billboard em outubro de 2017. As vendas, quando exibidas, são da fonte fornecida, que pode estar em uma data diferente e não podem ser usadas para inferir mudanças na posição de cada álbum. A coluna "Pico" refere-se à melhor posição do disco na Top Latin Albums, com dados fornecidos pela revista Billboard. As certificações são exibidas conforme os dados publicados pela RIAA.

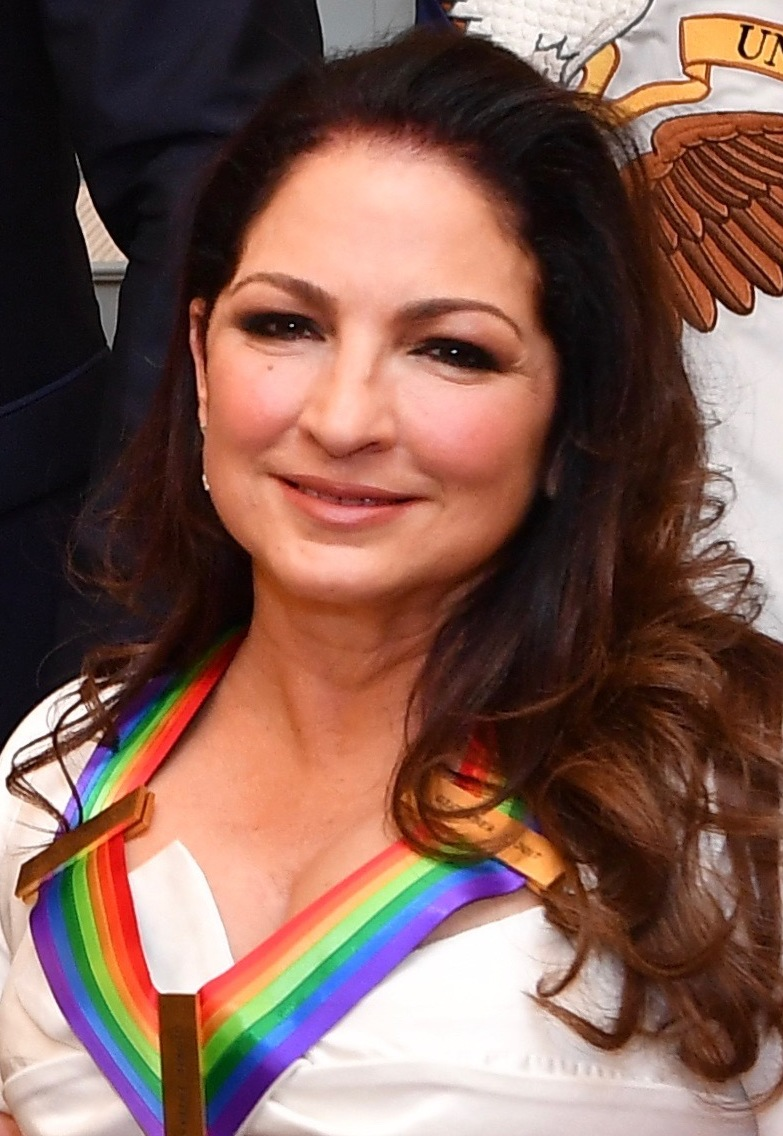
Gloria Estefan é a segunda artista feminina melhor posicionada na lista.

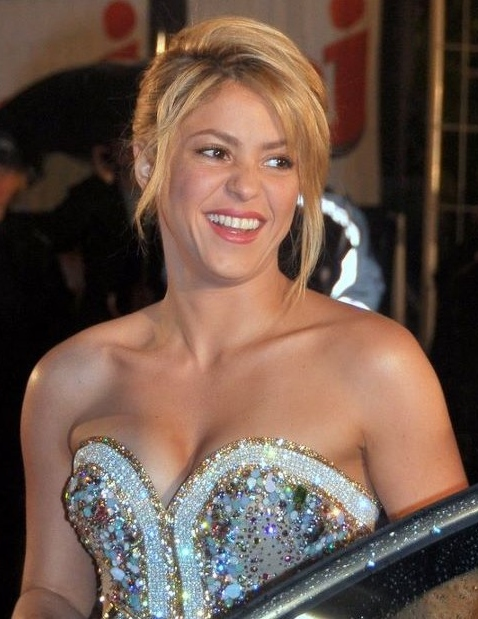
Shakira é a dona do oitavo e nono projeto mais distribuído no país.

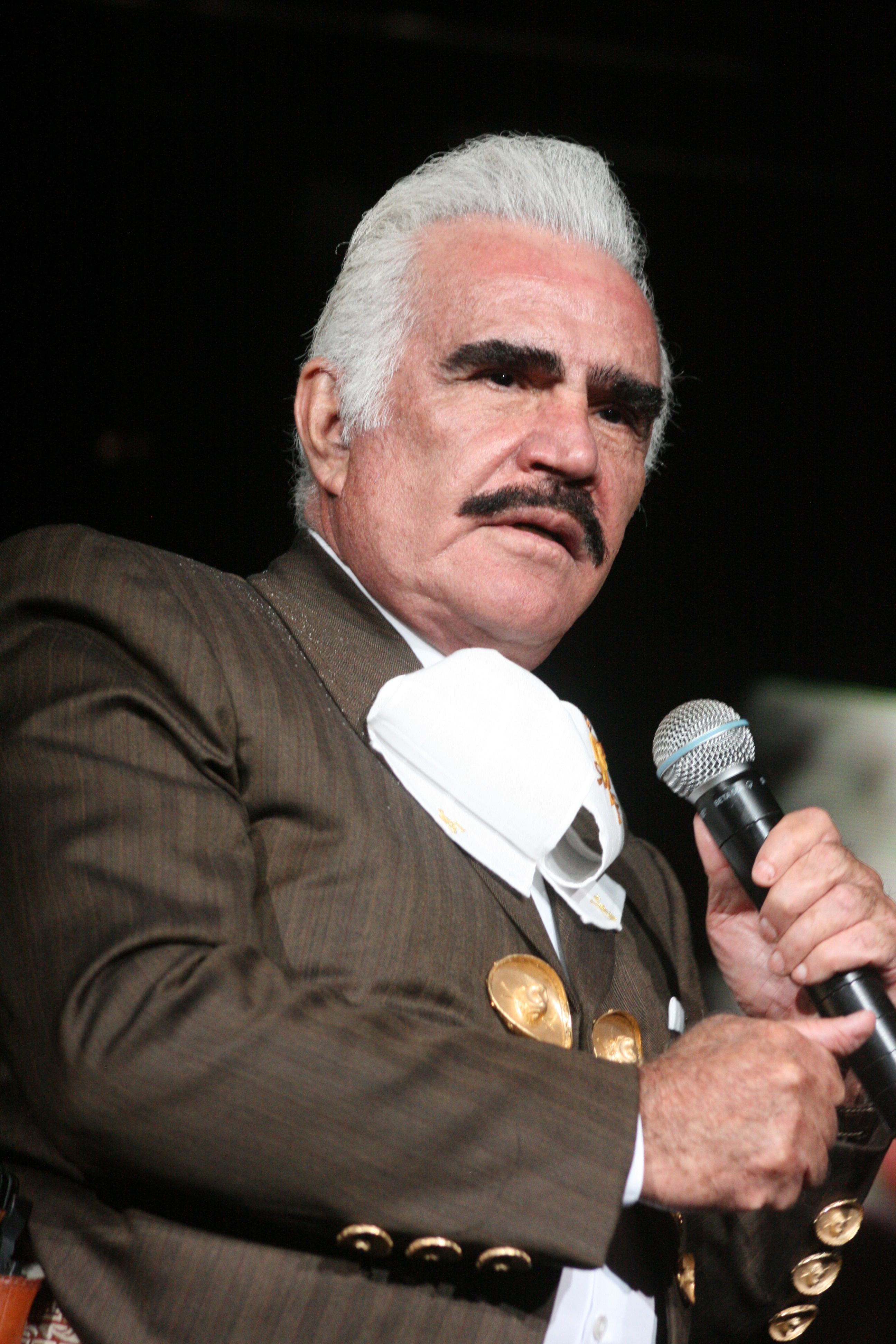
Vicente Fernández é o artista masculino a solo com o disco latino mais vendido nos EUA.

| Ouro              | Disco de ouro (500 mil unidades)        |
| Platina           | Disco de platina (1 milhão de unidades) |
| Platina (Latina)† | Disco de platino (60 mil unidades)      |
| Platina (Latina)‡ | Disco de platino (100 mil unidades)     |

| Nº | Álbum                        | Artista                 | Ano  | Pico | Vendas    | Certificação |
| -- | ---------------------------- | ----------------------- | ---- | ---- | --------- | ------------ |
| 1  | Dreaming of You              | Selena                  | 1995 | 1    | 2 942 000 | 59× Platina† |
| 2  | Buena Vista Social Club      | Buena Vista Social Club | 1997 | 1    | 1 925 000 | Platina      |
| 3  | The Best of the Gipsy Kings  | Gipsy Kings             | 1995 | 2    | 1 563 000 | Platina      |
| 4  | Amor prohibido               | Selena                  | 1994 | 1    | 1 246 000 | 36× Platina† |
| 5  | Historia de un ídolo, vol. 1 | Vicente Fernández       | 2000 | 1    | 1 242 000 | Ouro         |
| 6  | Mi tierra                    | Gloria Estefan          | 1993 | 1    | 1 232 000 | 16× Platina  |
| 7  | Barrio fino                  | Daddy Yankee            | 2004 | 1    | 1 083 000 | Platina      |
| 8  | Fijación oral, vol. 1        | Shakira                 | 2005 | 1    | 1 019 000 | 11× Platina  |
| 9  | Dónde están los ladrones?    | Shakira                 | 1998 | 1    | 920 000   | Platina      |
| 10 | Vuelve                       | Ricky Martin            | 1998 | 1    | 888 000   | Platina      |
| 11 | Suavemente                   | Elvis Crespo            | 1998 | 1    | 879 000   | Platina      |
| 12 | ¿Dónde jugarán los niños?    | Maná                    | 1992 | 4    | 856 000   | 12× Platina‡ |
| 13 | Barrio fino en directo       | Daddy Yankee            | 2005 | 1    | 809 000   | Ouro         |
| 14 | Un día normal                | Juanes                  | 2002 | 1    | 745 000   | 6× Platina‡  |
| 15 | Mi sangre                    | Juanes                  | 2004 | 1    | 739 000   | 8× Platina‡  |
| 16 | Sueños líquidos              | Maná                    | 1997 | 1    | 706 000   | Platina      |
| 17 | Amar es combatir             | Maná                    | 2006 | 1    | 702 000   | Ouro         |
| 18 | MTV Unplugged                | Maná                    | 1999 | 1    | 701 000   | Ouro         |
| 19 | Romances                     | Luis Miguel             | 1997 | 1    | 687 000   | Platina      |
| 20 | Pa'l mundo                   | Wisin & Yandel          | 2011 | 1    | 676 000   | Ouro         |
| 21 | Segundo romance              | Luis Miguel             | 1994 | 1    | 603 000   | Platina      |
| 22 | Trozos de mi alma            | Marco Antonio Solís     | 1999 | 1    | 598 000   | Platina      |
| 23 | Pies descalzos               | Shakira                 | 1996 | 5    | 580 000   | Platina      |
| 24 | Me estoy enamorando          | Alejandro Fernández     | 1997 | 1    | 576 000   | Platina      |
| 25 | El hijo del pueblo           | Vicente Fernández       | 1991 | —    | 568 000   | 2× Platina‡  |

Notas
1. ↑  Unidade equivalente de álbum é o sistema de computação adotado pela revista Billboard, o qual estabelece que a venda de dez canções em download digital, o streaming de mil e quinhentas faixas de um mesmo disco do artista e a reprodução de três mil e 750 videoclipes equivale à venda de um disco completo.[13]
2. ↑  Para álbuns certificados como Disco de platino antes de 20 de dezembro de 2013.[16]